# Stanisław Lis (ekonomista)
Stanisław Jan Lis (ur. 11 stycznia 1940 w Bielowicach, obecnie część Nowego Sącza) – polski ekonomista.
Studia na Wydziale Ogólnoekonomicznym Wyższej Szkoły Ekonomicznej (obecnie Uniwersytet Ekonomiczny) w Krakowie ukończył w 1963 r. Kolejne stopnie i tytuły naukowe uzyskiwał, prowadząc na tej samej uczelni dynamiczną działalność dydaktyczno–naukową. Stopień doktora nauk ekonomicznych uzyskał w 1972 r., za rozprawę pt. Mierniki poziomu rozwoju wzrostu gospodarczego, zaś doktora habilitowanego w zakresie nauk ekonomicznych w 1983 r. Problematyka rozprawy habilitacyjnej dotyczyła problemu wyrównania poziomu gospodarczego krajów socjalistycznych. Tytuł profesora nauk ekonomicznych nadany został mu przez Prezydenta RP dnia 20.10.1994, a 5 lat później (w 1999) otrzymał nominację Ministra Edukacji Narodowej na stanowisko profesora zwyczajnego w Akademii Ekonomicznej w Krakowie. W 2007 r. otrzymał tytuł doktora honoris causa Uniwersytetu Ekonomicznego w Bratysławie.

## Działalność naukowo-dydaktyczna
- metodologia badań poziomu, dynamiki i czynników (w tym strukturalnych) rozwoju gospodarczego Polski
- teoria integracji gospodarczej w Europie; analiza procesów konwergencji gospodarek krajów Europy Środkowo-Wschodniej do wymagań integracyjnych ze Wspólnotami Europejskimi; analiza kosztów i korzyści ekonomicznych przystąpienia Polski do unii gospodarczej i walutowej
- teoria i polityka makroekonomiczna w Polsce, ze szczególnym uwzględnieniem procesów transformacji systemowej gospodarki
- międzynarodowa konkurencyjność gospodarek na rynku światowym (na przykładzie Polski i USA)
- badania porównawcze rozwoju gospodarczego Polski, Słowacji, Czech i Węgier w okresie transformacji systemowej i integracji ekonomicznej z Unią Europejską.

Istotna część dorobku naukowego profesora Lisa związana jest z długoletnimi i wielopłaszczyznowymi analizami przebiegu procesów rozwojowych w Polsce, determinantami zmian systemowych, przyczynami nieefektywności gospodarowania oraz studiami na aktualnymi wyzwaniami rozwojowymi wynikającymi z transformacji gospodarki w kierunku rynku. Głównym celem tych dociekań, które zostały ujęte w kilkudziesięciu publikacjach w kraju i za granicą oraz ekspertyzach naukowych.
Ostatni nurt badań obejmuje międzynarodowe porównania poziomu i zdolności konkurencyjnej gospodarek narodowych (głównie na przykładzie Polski, USA i Unii Europejskiej); wybór metodologii pomiaru konkurencyjności i wyodrębnienie czynników determinujących konkurencyjność gospodarek poszczególnych krajów na rynku światowym. Warto podkreślić, że problematyka ta jest pewnym novum w literaturze polskiej, a profesor Lis (wraz z W. Bieńkowskim i J. Bossakiem) są uznani w Polsce za pionierów w tej dziedzinie badań.
W latach 1992–2008 pełnił funkcję Kierownika Katedry Teorii Ekonomii na Akademii Ekonomicznej w Krakowie, w latach 1995–2003 rektora oraz kierownika Katedry Ekonomii i Kierownik Zakładu Studiów Europejskich w Małopolskiej Wyższej Szkole Ekonomicznej w Tarnowie (której był jednym z założycieli), a w latach 2004–2010 rektora oraz kierownika Katedry Ekonomii w Małopolskiej Szkole Wyższej w Brzesku.
Jest członkiem prestiżowych międzynarodowych organizacji i stowarzyszeń naukowych: The Harward University Fellow, The Association for Comparative Economics Studies (USA); International Economics Association (UK), University Council for Economics Management and Education Transfer (Sweden) w latach 1992–1996. Profesor Lis jest członkiem Komisji Nauk Ekonomicznych Polskiej Akademii Nauk – Oddział w Krakowie. W latach 1995–2000 był członkiem Sekcji Ekonomii Komitetu Badań Naukowych w Warszawie. Działa także w Fundacji Konrada Adenauera, w Polskim Stowarzyszeniu Badań Wspólnoty Europejskiej (PESCA), w Radzie Naukowej „Nova Ekonomika” Uniwersytetu Ekonomicznego w Bratysławie. Działał aktywnie w Polskim Towarzystwie Ekonomicznym (PTE), pełniąc funkcję członka Prezydium Zarządu Głównego i prezesa Zarządu Oddziału PTE w Krakowie w latach 1992–2000.

## Współpraca z zagranicznymi ośrodkami naukowymi
Ważną sferą aktywności naukowej profesora Stanisława Lisa stanowiła współpraca z prestiżowymi ośrodkami naukowymi. Dwukrotnie, tj. w roku 1985 i 1990, odbył staże naukowe jako visiting scholar na Uniwersytecie Harvarda. Gościł też wielokrotnie jako visiting profesor w Norgas Handelshǿyskole w Bergen (Norwegian School of Economics and Business Administration), wygłaszając (i publikując) referaty naukowe.
Do szczególnych zasług profesora należy rozwijanie międzynarodowej współpracy na polu naukowym i dydaktycznym pomiędzy Katedrami Teorii Ekonomii (poprzednio Instytutem Ekonomii Politycznej) Uniwersytetu Ekonomicznego w Krakowie i Uniwersytetu Ekonomicznego w Bratysławie. Z inicjatywy profesora po raz pierwszy zostały opublikowane referaty z konferencji naukowej zorganizowanej w AE w Krakowie w monografii pt. „Kierunki zmian systemu funkcjonowania krajów socjalistycznych, AE Kraków, ZN nr 341/1991, red. nauk. S. Lis. Z okazji 75-lecia Akademii Ekonomicznej w Krakowie w dniach 14–15 kwietnia 2000 roku z inicjatywy prof. zw. dr. hab. Stanisława Lisa została zorganizowania konferencja podejmująca problematykę dostosowania gospodarki polskiej i słowackiej do kryteriów integracji z Unią Europejską. W 2004 roku ukazała się obszerna monografia pt. „Transformacja – Integracja – Globalizacja”, AE-MWSE, Kraków-Tarnów 2004, pod red. nauk. Stanisława Lisa i Stanisława Miklaszewskiego. Z okazji jubileuszu 35-lecia współpracy między Katedrą Teorii Ekonomii Uniwersytetu Ekonomicznego w Krakowie i Katedrą Teorii Ekonomii Uniwersytetu Ekonomicznego w Bratysławie została zorganizowana konferencja międzynarodowa pt. „Społeczna gospodarka rynkowa. W poszukiwaniu modelu rozwoju gospodarczego krajów postsocjalistycznych”. Referaty wygłoszone na tej konferencji zostały opublikowane w monografii: „Studia i prace Uniwersytetu Ekonomicznego w Krakowie”, nr 4/2009, pod red. nauk. Stanisława Lisa. W dniach 21–22 maja 2009 roku na Uniwersytecie Ekonomicznym w Krakowie zorganizował międzynarodową konferencję pt. „Kontrowersje wokół akcesji Polski do Unii Gospodarczej i Walutowej”. Efektem konferencji była monografia pod redakcja naukową S. Lisa pt. „Kontrowersje wokół akcesji Polski do Unii Gospodarczej i Walutowej”. W dniach 23 i 24 września 2010 roku odbyła się kolejna międzynarodowa konferencja z udziałem m.in. pracowników Uniwersytetu Ekonomicznego w Bratysławie pt. „Nauki ekonomiczne wobec wyzwań współczesnej gospodarki światowej” organizowana z okazji jubileuszu 70-lecia urodzin Stanisława Lisa. Wygłoszone referaty zostały opublikowane w monografii noszącej ten sam tytuł co konferencja w Bratysławie.

### Staże naukowe i stypendia
- Moskiewski Uniwersytet Państwowy im. M.W. Łomonosowa: 1976, 1986
- International Research and Exchanges Board, USA: 1985, 1990
- The Research Council of Norway: 1987, 1989, 1991, 1995
- Harvard University, Department of Economics: 1985
- Harvard University, Russian Research Center: 1990
- School of Advanced International Studies – The Johns Hopkins University: 1990
- Visiting Professor Norges Handelshǿyskole (Norwegian School of Economics and Business Administration) w Bergen: 1987,1989,1991,1996[4]

## Publikacje naukowe
Dotychczas opublikował ponad 120 pozycji naukowych, w tym 23 książki, podręczniki, monografie (jako autor, współautor i redaktor naukowy).

### Książki i monografie
- Mierniki poziomu rozwoju i wzrostu gospodarczego, maszynopis, praca doktorska, Wydawnictwo Akademii Ekonomicznej w Krakowie, Kraków, 1972, s. 241
- Problem wyrównywania poziomu rozwoju gospodarczego krajów socjalistycznych, Zeszyty Naukowe Akademii Ekonomicznej w Krakowie, seria specjalna: Monografie, nr 55, Kraków, 1982, s. 219
- Centrum jako podmiot władzy i system regulacji gospodarczej, Akademia Ekonomiczna, 1987, wstęp i redakcja naukowa, s. 322
- Ekonomia polityczna, Wybrane zagadnienia, AE Kraków, 1990, redakcja naukowa Z. Dach, autor rozdz. 8 i 9, s. 89–126
- Procesy międzynarodowej integracji regionalnej, AE Kraków, 1990 (współautor S. Miklaszewski), s. 221
- Kraje europejskie wobec współczesnych procesów integracyjnych, seria 17 (współautor S. Miklaszewski), PAN, Kraków, seria 17, 1993, s. 144
- Woźniak M.G., Problemy stabilizacji w gospodarce. Uwarunkowania systemowe Zeszyty Naukowe Akademii Ekonomicznej w Krakowie, seria specjalna: Monografie nr 104, Kraków, 1992, redakcja naukowa
- Kraje europejskie wobec współczesnych procesów integracyjnych (współautor S. Miklaszewski), Polska Akademia Nauk w Krakowie, Wyd. Secesja, Kraków, 1993, s. 144
- Transformacja systemu ekonomicznego w Polsce, redakcja naukowa i wstęp, PAN, Kraków, 1994, s. 158
- Transformacja gospodarki polskiej. Doświadczenia i wyzwania, redakcja naukowa i wstęp, PAN, Kraków, 1996, s. 270
- Problemy transformacji systemowej krajów Europy Środkowo-Wschodniej, redakcja naukowa i wstęp, MWSE, Tarnów, 1998, s. 231
- Proces dostosowania gospodarki polskiej do kryteriów członkowskich Unii Europejskiej, redakcja naukowa i wstęp, AE-MWSE, Kraków-Tarnów, 2000, s. 448
- E. Łukawer, Makroekonomiczne problemy transformacji systemowej, redakcja naukowa, MWSE, Tarnów, 2001, s. 72
- Podstawy rynku pieniężnego. Ujęcie makroekonomiczne (współautor W. M. Lis), MWSE, Tarnów, 2003, s. 66
- Transformacja. Integracja. Globalizacja. W poszukiwaniu modelu rozwoju gospodarczego Polski, redakcja naukowa (współautor S. Miklaszewski) i wstęp, AE-MWSE, Kraków-Tarnów, 2004, s. 716
- Podstawy rynku pieniężnego i walutowego (współautor W. M. Lis) Wydawnictwo Akademii Ekonomicznej w Krakowie, Kraków, 2006
- Dylematy wyboru modelu rozwoju gospodarczego Polski, redakcja naukowa i wstęp, Wydawnictwo Akademii Ekonomicznej w Krakowie, Kraków, 2005, s. 320
- Gospodarka Polski na początku XXI wieku. Innowacyjność i konkurencyjność, redakcja naukowa i wstęp, Wydawnictwo Akademii Ekonomicznej w Krakowie, Kraków, 2007, s. 452
- Przedsiębiorczość i innowacje – problemy, koncepcje, wyzwania, wstęp i redakcja naukowa (współautor T. Szot-Gabryś), Wyższa Szkoła Umiejętności, Kielce, 2008, s. 352
- Społeczna gospodarka rynkowa. W poszukiwaniu modelu rozwoju gospodarczego krajów postsocjalistycznych, redakcja naukowa i wstęp, Studia i Prace Uniwersytetu Ekonomicznego w Krakowie nr 4, Kraków, 2009, s. 534
- Kontrowersje wokół akcesji Polski do Unii Gospodarczej i Walutowej, redakcja naukowa i wstęp, Wydawnictwo Uniwersytetu Ekonomicznego w Krakowie, Kraków, 2011, s. 327
- Współczesna makroekonomia, Wydawnictwo Uniwersytetu Ekonomicznego w Krakowie, Kraków, 2011, s. 287
- Makroekonomia gospodarki otwartej, współautor: rozdz. 2, 3, 4, redakcja naukowa i wstęp, Wydawnictwo Śląskiej Wyższej Szkoły Zarządzania w Katowicach, Katowice 2012, s. 85
- Gospodarka Polski i Słowacji na przełomie wieków. Doświadczenia i wyzwania, redakcja naukowa i wstęp, Wydawnictwo Uniwersytetu Ekonomicznego w Krakowie, Kraków, 2013

## Działalność organizacyjna
- Członkostwo: Harvard University Fellow, USA – od 1985
- Association for Comparative Economic Studies, USA – od 1997
- Członek Senackiej Komisji ds. Wydawnictw AE w Krakowie (1987-1993), Komisji ds. Badań Naukowych (1980-1983), Komisji ds. Finansów (1983-1986 i od 1993) i innych
- Członek Rady Programowej „Problemów Ekonomicznych” w Krakowie (1988-1991)
- Członek Komisji Nauk Ekonomicznych PAN, Oddział w Krakowie (od 1985)
- Członek Senatu AE w Krakowie, wielokrotnie; Członek Rady Naukowej Oddziału Krakowskiego Towarzystwa Wolnej Wszechnicy Polskiej (1985-1989)
- Przewodniczący Sekcji Ekonomii Politycznej PTE Oddział w Krakowie (1984-1989)
- Prezes Zarządu Oddziału PTE w Krakowie (od 1993-2001)
- Członek Zarządu Głównego PTE w Warszawie (od 1993–2001)
- Przewodniczący i członek Komisji Rady Wydziału Ekonomiki Produkcji ds. przewodów habilitacyjnych i doktorskich, wielokrotnie
- University Council for Economic Managment and Education Transfer, Sweeden – od 1990
- Research Group on Privatization and Company Voluation, członek
- Rada Naukowa Centrum Badań nad Zadłużeniem i Rozwojem przy UJ i AE w Krakowie w latach 1980–1990, członek
- Polskie Stowarzyszenie Badań Wspólnoty Europejskiej (PECSA) (od 1990 roku) – Polish European Community Studies Association
- Członek Rady Nadzorczej PBP „BUDOSTAL – 2” w Krakowie (1992-1996)
- Członek Komitetu Badań Naukowych – Sekcja Ekonomii (1998-2001), Warszawa
- Fundacja Konrada Adenauera w Polsce (od 2000)
- Członek Rady Społecznej Uniwersyteckiej Kliniki Stomatologicznej Collegium Medicum Uniwersytetu Jagiellońskiego w Krakowie (od 2006)
- Redakčna rada (Editorial Boord) „Nova ekonomika”, Vedecky časopis Narodohospodarskej fakulty Ekonomickej Univerzity v Bratislave (od 2008)
- Członek Komisji ds. przewodów doktorskich, Wydział Gospodarki Narodowej, Uniwersytet Ekonomiczny w Bratysławie (od 2008)
- Kapituła Fundacji „Aby żyć” w Krakowie – członek społeczny[4]

## Odznaczenia państwowe
- Srebrny Krzyż Zasługi, 1979
- Złoty Krzyż Zasługi, 1983
- Krzyż Kawalerski Polonia Restituta, 1996
- Krzyż Oficerski Polonia Restituta Polski, 2000
- Medal Komisji Edukacji Narodowej przyznany przez Ministra Edukacji Narodowej i Sportu za szczególne zasługi dla oświaty i wychowania, 2003[4]